# Football League Cup 2010/11
De Football League Cup 2010/11, ook bekend als de Carling Cup door de sponsorovereenkomst met bierproducent Carling, was de 51ste editie van de League Cup. De winnaar plaatste zich voor de derde kwalificatieronde van de UEFA Europa League 2011-12. De titelhouder was Manchester United, dat Aston Villa had verslagen in de vorige editie van de League Cup. In totaal deden 92 clubteams mee aan het toernooi.

## Eerste ronde
De loting voor de eerste ronde vond plaats op 16 juni 2010, terwijl de wedstrijden in de week van 9 augustus werden gespeeld. Burnley en Hull City kregen een bye.
| #                                             | Thuis               | Uitslag1 | Bezoekers          | Toeschouwers |
| --------------------------------------------- | ------------------- | -------- | ------------------ | ------------ |
| 1                                             | Hartlepool United   | 2–0      | Sheffield United   | 2.520        |
| 2                                             | Leicester City      | 4–3      | Macclesfield Town  | 6.142        |
| 3                                             | Walsall             | 0–1      | Tranmere Rovers    | 2.253        |
| 4                                             | Carlisle United     | 0–1      | Huddersfield Town  | 3.475        |
| 5                                             | Stockport County    | 0–5      | Preston North End  | 3.724        |
| 6                                             | Barnsley            | 0–1      | Rochdale           | 4.107        |
| 7                                             | Morecambe           | 2–0      | Coventry City      | 4.002        |
| 8                                             | Doncaster Rovers    | 1–1      | Accrington Stanley | 4.603        |
| Accrington Stanley wint met 2-1 na extra tijd |                     |          |                    |              |
| 9                                             | Chesterfield        | 1–2      | Middlesbrough      | 6.509        |
| 10                                            | Peterborough United | 4–1      | Rotherham United   | 4.145        |
| 11                                            | Bradford City       | 1–1      | Nottingham Forest  | 5.175        |
| Bradford City wint met 2–1 na extra tijd      |                     |          |                    |              |
| 12                                            | Leeds United        | 4–0      | Lincoln City       | 12.602       |
| 13                                            | Sheffield Wednesday | 1–0      | Bury               | 7.390        |
| 14                                            | Scunthorpe United   | 2–1      | Oldham Athletic    | 2.602        |
| 15                                            | Crewe Alexandra     | 1–0      | Derby County       | 3.778        |

| #                                       | Thuis               | Uitslag1 | Bezoekers              | Toeschouwers |
| --------------------------------------- | ------------------- | -------- | ---------------------- | ------------ |
| 1                                       | Exeter City         | 2–2      | Ipswich Town           | 4.520        |
| Ipswich Town wint met 3–2 na extra tijd |                     |          |                        |              |
| 2                                       | Southend United     | 2–2      | Bristol City           | 2.940        |
| Southend wint met 3–2 na extra tijd     |                     |          |                        |              |
| 3                                       | Southampton         | 2–0      | AFC Bournemouth        | 17.135       |
| 4                                       | Brentford           | 2–1      | Cheltenham Town        | 2.049        |
| 5                                       | Queens Park Rangers | 1–3      | Port Vale              | 6.619        |
| 6                                       | Torquay United      | 0–0      | Reading                | 2,832        |
| Reading wint met 1–0 na extra tijd      |                     |          |                        |              |
| 7                                       | Norwich City        | 4–1      | Gillingham             | 13,068       |
| 8                                       | Stevenage           | 1–2      | Portsmouth             | 4,236        |
| 9                                       | Shrewsbury Town     | 4–3      | Charlton Athletic      | 3,700        |
| 10                                      | Cardiff City        | 1–1      | Burton Albion          | 6,080        |
| Cardiff City wint met 4–1 na extra tijd |                     |          |                        |              |
| 11                                      | Northampton Town    | 2–0      | Brighton & Hove Albion | 2,431        |
| 12                                      | Swansea City        | 3–0      | Barnet                 | 6,644        |
| 13                                      | Plymouth Argyle     | 0–1      | Notts County           | 5,454        |
| 14                                      | Wycombe Wanderers   | 1–1      | Millwall               | 3,028        |
| Millwall wint met 2–1 na extra tijd     |                     |          |                        |              |
| 15                                      | Oxford United       | 6–1      | Bristol Rovers         | 5,008        |
| 16                                      | Milton Keynes Dons  | 2–1      | Dagenham & Redbridge   | 3,502        |
| 17                                      | Hereford United     | 0–3      | Colchester United      | 1,996        |
| 18                                      | Yeovil Town         | 0–1      | Crystal Palace         | 3,720        |
| 19                                      | Aldershot Town      | 0–3      | Watford                | 3.292        |
| 20                                      | Swindon Town        | 1–2      | Leyton Orient          | 4.450        |

1 Stand na 90 minuten

## Tweede ronde
De dertien teams van de Premier League die geen Europese verplichtingen hadden, begonnen in deze ronde samen met de winnaars van de eerste ronde plus Burnley en Hull City die een bye hadden in de eerste ronde. De wedstrijden werden gespeeld in de week van 23 augustus.
| #                                                                    | Thuis                   | Score1 | Bezoekers            | Toeschouwers |
| -------------------------------------------------------------------- | ----------------------- | ------ | -------------------- | ------------ |
| 1                                                                    | Accrington Stanley      | 2 – 3  | Newcastle United     | 4,098        |
| 2                                                                    | Portsmouth              | 1 – 1  | Crystal Palace       | 8,412        |
| 1 – 1 na extra tijd – Portsmouth wint met 4-3 na strafschoppen       |                         |        |                      |              |
| 3                                                                    | Leeds United            | 1 – 2  | Leicester City       | 16,509       |
| 4                                                                    | Wolverhampton Wanderers | 1 – 1  | Southend United      | 10,284       |
| Wolverhampton Wanderers wint met 2-1 na extra tijd                   |                         |        |                      |              |
| 5                                                                    | Blackburn Rovers        | 3 – 1  | Norwich City         | 9,235        |
| 6                                                                    | Milton Keynes Dons      | 3 – 3  | Blackpool            | 7,458        |
| Milton Keynes Dons wint met 4-3 na extra tijd                        |                         |        |                      |              |
| 7                                                                    | Tranmere Rovers         | 1 – 3  | Swansea City         | 2,450        |
| 8                                                                    | Everton                 | 5 – 1  | Huddersfield Town    | 28,901       |
| 9                                                                    | Peterborough United     | 2 – 1  | Cardiff City         | 3,806        |
| 10                                                                   | Reading                 | 2 – 2  | Northampton Town     | 6,986        |
| 3 – 3 na extra tijd – Northampton Town wint met 4-2 na strafschoppen |                         |        |                      |              |
| 11                                                                   | Scunthorpe United       | 4 – 2  | Sheffield Wednesday  | 4,680        |
| 12                                                                   | Brentford               | 2 – 1  | Hull City            | 3,335        |
| 13                                                                   | Sunderland              | 2 – 0  | Colchester United    | 13,532       |
| 14                                                                   | Leyton Orient           | 0 – 2  | West Bromwich Albion | 2,349        |
| 15                                                                   | Morecambe               | 1 – 3  | Burnley              | 5,003        |
| 16                                                                   | Birmingham City         | 3 – 2  | Rochdale             | 6,431        |
| 17                                                                   | Crewe Alexandra         | 0 – 0  | Ipswich Town         | 3,309        |
| Ipswich Town wint met 2-1 na extra tijd                              |                         |        |                      |              |
| 18                                                                   | Watford                 | 1 – 2  | Notts County         | 6,434        |
| 19                                                                   | West Ham United         | 1 – 0  | Oxford United        | 20,902       |
| 20                                                                   | Southampton             | 0 – 1  | Bolton Wanderers     | 10,251       |
| 21                                                                   | Bradford City           | 1 – 1  | Preston North End    | 4,221        |
| Preston North End wint met 2-1 na extra tijd                         |                         |        |                      |              |
| 22                                                                   | Fulham                  | 6 – 0  | Port Vale            | 9,031        |
| 23                                                                   | Millwall                | 2 – 1  | Middlesbrough        | 6,704        |
| 24                                                                   | Stoke City              | 2 – 1  | Shrewsbury Town      | 11,995       |
| 25                                                                   | Hartlepool United       | 0 – 3  | Wigan Athletic       | 3,196        |

1 Stand na 90 minuten

## Derde ronde
De zeven teams van de Premier League die Europese verplichtingen hadden, begonnen in deze ronde samen met de winnaars van de tweede ronde.
| #                                                                    | Thuis                   | Uitslag1 | Bezoekers          | Toeschouwers |
| -------------------------------------------------------------------- | ----------------------- | -------- | ------------------ | ------------ |
| 1                                                                    | Brentford               | 1 – 1    | Everton            | 8,960        |
| 1 – 1 na extra tijd – Brentford wint met 4-3 na strafschoppen        |                         |          |                    |              |
| 2                                                                    | Portsmouth              | 1 – 2    | Leicester City     | 8,327        |
| 3                                                                    | Stoke City              | 2 – 0    | Fulham             | 12,778       |
| 4                                                                    | Chelsea                 | 3 – 4    | Newcastle United   | 41,511       |
| 5                                                                    | Aston Villa             | 3 – 1    | Blackburn Rovers   | 18,753       |
| 6                                                                    | Tottenham Hotspur       | 1 – 1    | Arsenal            | 35,883       |
| Arsenal wint met 4-1 na extra tijd                                   |                         |          |                    |              |
| 7                                                                    | Millwall                | 1 – 2    | Ipswich Town       | 5,070        |
| 8                                                                    | Wolverhampton Wanderers | 1 – 1    | Notts County       | 11,516       |
| Wolverhampton Wanderers wint met 4-2 na extra tijd                   |                         |          |                    |              |
| 9                                                                    | Burnley                 | 1 – 0    | Bolton Wanderers   | 17,602       |
| 10                                                                   | Birmingham City         | 3 – 1    | Milton Keynes Dons | 9,450        |
| 11                                                                   | Liverpool               | 1 – 1    | Northampton Town   | 22,577       |
| 2 – 2 na extra tijd – Northampton Town wint met 4-2 na strafschoppen |                         |          |                    |              |
| 12                                                                   | Scunthorpe United       | 2 – 5    | Manchester United  | 9,077        |
| 13                                                                   | West Bromwich Albion    | 2 – 1    | Manchester City    | 10,418       |
| 14                                                                   | Sunderland              | 1 – 2    | West Ham United    | 21,907       |
| 15                                                                   | Peterborough United     | 1 – 3    | Swansea City       | 4,164        |
| 16                                                                   | Wigan Athletic          | 2 – 1    | Preston North End  | 6,987        |

1 Stand na 90 minuten

## Vierde ronde
De loting voor de vierde ronde vond plaats op 25 september 2010. De wedstrijden werden in de week van 25 oktober gespeeld.
| #                                                                     | Thuis             | Score1 | Bezoekers               | Toeschouwers |
| --------------------------------------------------------------------- | ----------------- | ------ | ----------------------- | ------------ |
| 1                                                                     | Newcastle United  | 0 – 4  | Arsenal                 | 33.157       |
| 2                                                                     | Birmingham City   | 1 – 1  | Brentford               | 15.166       |
| 1 – 1 na extra tijd – Birmingham City wint met 4 – 3 na strafschoppen |                   |        |                         |              |
| 3                                                                     | Wigan Athletic    | 2 – 0  | Swansea City            | 11.705       |
| 4                                                                     | Aston Villa       | 1 – 1  | Burnley                 | 34.618       |
| Aston Villa wint met 2 – 1 na extra tijd                              |                   |        |                         |              |
| 5                                                                     | Leicester City    | 1 – 4  | West Bromwich Albion    | 16.957       |
| 6                                                                     | Manchester United | 3 – 2  | Wolverhampton Wanderers | 46.083       |
| 7                                                                     | West Ham United   | 1 – 1  | Stoke City              | 25.304       |
| West Ham United wint met 3 – 1 na extra tijd                          |                   |        |                         |              |
| 8                                                                     | Ipswich Town      | 3 – 1  | Northampton Town        | 12.929       |

1 Stand na 90 minuten

## Kwartfinales
De loting voor de vijfde ronde vond plaats op 30 oktober 2010. De wedstrijden werden in de week van 30 november gespeeld.
|                        |                                                 |        |                |                                                                               |
| 30 november 2010 19:45 | Arsenal                                         | 2 – 0  | Wigan Athletic | Emirates Stadium, Londen Toeschouwers: 59,525 Scheidsrechter: Martin Atkinson |
| 30 november 2010 19:45 | Antolín Alcaraz 42' (e.d.) Nicklas Bendtner 67' | Report |                | Emirates Stadium, Londen Toeschouwers: 59,525 Scheidsrechter: Martin Atkinson |

|                       |                                               |        |                        |                                                                        |
| 1 december 2010 19:45 | Birmingham City                               | 2 – 1  | Aston Villa            | St Andrew's, Birmingham Toeschouwers: 27,679 Scheidsrechter: Chris Foy |
| 1 december 2010 19:45 | Sebastian Larsson 12' (pen.) Nikola Žigić 84' | Report | 30' Gabriel Agbonlahor | St Andrew's, Birmingham Toeschouwers: 27,679 Scheidsrechter: Chris Foy |

|                        |                                                                             |        |                   |                                                                          |
| 30 november 2010 19:45 | West Ham United                                                             | 4 – 0  | Manchester United | Upton Park, Londen Toeschouwers: 33,551 Scheidsrechter: Mark Clattenburg |
| 30 november 2010 19:45 | Jonathan Spector 22' Jonathan Spector 22' Carlton Cole 56' Carlton Cole 66' | Report |                   | Upton Park, Londen Toeschouwers: 33,551 Scheidsrechter: Mark Clattenburg |

|                       |                      |        |                      |                                                                       |
| 1 december 2010 19:45 | Ipswich Town         | 1 – 0  | West Bromwich Albion | Portman Road, Ipswich Toeschouwers: 11,363 Scheidsrechter: Mike Jones |
| 1 december 2010 19:45 | Grant Leadbitter 69' | Report |                      | Portman Road, Ipswich Toeschouwers: 11,363 Scheidsrechter: Mike Jones |

## Halve finales

### Heenduels
|                       |                                 |         |                    |                                                                   |
| 11 januari 2011 19:45 | West Ham United                 | 2 – 1   | Birmingham City    | Upton Park, Londen Toeschouwers: 29.034 Scheidsrechter: Phil Dowd |
| 11 januari 2011 19:45 | Mark Noble 13' Carlton Cole 78' | Verslag | 56' Liam Ridgewell | Upton Park, Londen Toeschouwers: 29.034 Scheidsrechter: Phil Dowd |

|                       |                   |         |         |                                                                            |
| 12 januari 2011 19:45 | Ipswich Town      | 1 – 0   | Arsenal | Portman Road, Ipswich Toeschouwers: 29.146 Scheidsrechter: Martin Atkinson |
| 12 januari 2011 19:45 | Tamás Priskin 78' | Verslag |         | Portman Road, Ipswich Toeschouwers: 29.146 Scheidsrechter: Martin Atkinson |

### Returns
|                       |                                                              |         |              |                                                                           |
| 25 januari 2011 19:45 | Arsenal                                                      | 3 – 0   | Ipswich Town | Emirates Stadium, Londen Toeschouwers: 59.387 Scheidsrechter: Mark Halsey |
| 25 januari 2011 19:45 | Nicklas Bendtner 61' Laurent Koscielny 64' Cesc Fabregas 77' | Verslag |              | Emirates Stadium, Londen Toeschouwers: 59.387 Scheidsrechter: Mark Halsey |

|                       |                                                    |                       |                  |                                                                          |
| 26 januari 2011 19:45 | Birmingham City                                    | 3 – 1 (na extra tijd) | West Ham United  | St Andrew's, Birmingham Toeschouwers: 27.519 Scheidsrechter: Howard Webb |
| 26 januari 2011 19:45 | Lee Bowyer 59' Roger Johnson 79' Craig Gardner 94' | Verslag               | 31' Carlton Cole | St Andrew's, Birmingham Toeschouwers: 27.519 Scheidsrechter: Howard Webb |

## Finale
|                        |                      |         |                                      |                                                                       |
| 27 februari 2011 16:00 | Arsenal              | 1 – 2   | Birmingham City                      | Wembley Stadium Londen Toeschouwers: 88.851 Scheidsrechter: Mike Dean |
| 27 februari 2011 16:00 | Robin van Persie 39' | Verslag | 28' Nikola Žigić 89' Obafemi Martins | Wembley Stadium Londen Toeschouwers: 88.851 Scheidsrechter: Mike Dean |